# بيرين (كيمياء)
بيرين هو هيدروكربون عطري متعدد الحلقات له الصيغة الكيميائية C16H10، ويكون على شكل بلورات بيضاء عديمة اللون.  
يتألف البيرين بنيوياً من اندماج أربع حلقات بنزين.

## الوفرة الطبيعية
يوجد البرين طبيعياً في قطران الفحم، حيث يشكل حوالي 2% وزناً من التركيب. كما ينتج المركب عند عملية الاحتراق غير الكامل للمواد العضوية، فعلى سبيل المثال، تنتج السيارات حوالي 1 ميكروغرام من المركب في كل كيلومتر.
هناك ارتباط بين نسبة الكربون في الكون وبين الهيدروكربونات العطرية متعددة الحلقات، حيث أن أكثر من 20% من الكربون في الكون مترافق ومرتبط في مركبات PAHs، ومنها البيرين.

## الخواص
يوجد المركب على شكل بلرات بيضاء/عديمة اللون، ذات انحلالية ضعيفة جداً في الماء.
يخضع البيرين للعديد من التفاعلات الكيميائية، منها تفاعل الأكسدة بالكرومات للحصول على مركب بيرينفثانون و نفثالين 8,5,4,1-رباعي حمض الكربوكسيل. كما يمكن إجراء سلسلة من تفاعلات الهلجنة، والهدرجة والنترتة، بالإضافة إلى تفاعل ديلز-ألدر.

## الاستخدامات
يستخدم مركب البيرين ومشتقاته في تحضير الأصبغة. كما يستخدم كمركب معياري في مطيافية الفلورية.